# Midden-Duits voetbalkampioenschap 1924/25
In 1924/25 werd het 23ste voetbalkampioenschap gespeeld dat georganiseerd werd door de Midden-Duitse voetbalbond. VfB Leipzig werd kampioen en plaatste zich zo voor de eindronde om de Duitse landstitel. De club verloor in de eerste ronde van Breslauer SC 08.
Vanaf dit jaar mocht ook een tweede deelnemer de eindronde. De vicekampioenen van de Midden-Duitse competities werkten ook nog een eindronde af en de winnaar daarvan, SC 1895 Erfurt, nam het op tegen Midden-Duits vicekampioen 1. SV Jena voor het tweede ticket in de Duitse eindronde. Jena won en plaatste zich en verloor in de eerste ronde van 1. FC Nürnberg.

## Kampioenenronde

### Deelnemers aan de eindronde
Kampioenen Viktoria Stendal van Altmark en SC 1912 Zella-Mehlis van West-Thüringen namen niet deel, waardoor Herta Wittenberge en VfL Meiningen de plaats innamen.
| Club                                 | Gekwalificeerd als              |
| ------------------------------------ | ------------------------------- |
| SC Herta Wittenberge                 | Vicekampioen van Altmark        |
| SV Cöthen 02                         | Kampioen van Anhalt             |
| SV 1909 Staßfurt                     | Kampioen van Elbe-Bode          |
| SC Preußen Biehla                    | Kampioen van Elbe-Elster        |
| Viktoria Lauter                      | Kampioen van Ertsgebergte       |
| SpVgg Falkenstein                    | Kampioen van Göltzschtal        |
| Germania Halberstadt                 | Kampioen van Harz               |
| FC Salzwedel 09                      | Kampioen van Jeetze             |
| FSV Wacker 90 Nordhausen             | Kampioen van Kyffhäuser         |
| FuCC Cricket-Viktoria 1897 Magdeburg | Kampioen van Midden-Elbe        |
| Chemnitzer BC                        | Kampioen van Midden-Saksen      |
| VfB Preußen Greppin                  | Kampioen van Mulde              |
| Riesaer SV                           | Kampioen van Noord-Saksen       |
| SpVgg Erfurt                         | Kampioen van Noord-Thüringen    |
| VfB Leipzig                          | Kampioen van Noordwest-Saksen   |
| VfB 1912 Geyer                       | Kampioen van Opper-Ertsgebergte |
| Zittauer BC                          | Kampioen van Opper-Lausitz      |
| SpVgg 04 Gera                        | Kampioen van Osterland          |
| SV Guts-Muts Dresden                 | Kampioen van Oost-Saksen        |
| 1. SV Jena                           | Kampioen van Oost-Thüringen     |
| Hallescher FC Wacker                 | Kampioen van Saale              |
| Naumburger SpVgg 05                  | Kampioen van Saale-Elster       |
| Plauener SuBC                        | Kampioen van Vogtland           |
| SV Gotha 01                          | Kampioen van Wartburg           |
| SpVgg Meerane 07                     | Kampioen van West-Saksen        |
| VfL 1904 Meiningen                   | Vicekampioen van West-Thüringen |
| 1. FC 1907 Lauscha                   | Kampioen van Zuid-Thüringen     |

### Eindronde

#### Voorronde
| Team 1                     | Uitslag | Team 2               |
| -------------------------- | ------- | -------------------- |
| Zittauer BC                | 1:9     | SV Guts-Muts Dresden |
| Chemnitzer BC              | 7:4     | VfB Geyer            |
| SpVgg Meerane 07           | 8:1     | Viktoria Lauter      |
| Plauener SuBC              | 0:2     | SpVgg Falkenstein    |
| Riesaer SV                 | 7:0     | SC Preußen Biehla    |
| SpVgg 04 Gera              | 0:3     | 1. SV Jena           |
| SpVgg Erfurt               | 8:1     | VfL 1904 Memmingen   |
| SV Gotha 01                | 4:1     | Wacker Nordhausen    |
| Germania Halberstadt       | 3:2     | SV 1909 Staßfurt     |
| Cricket-Viktoria Magdeburg | 5:0     | SV 1902 Cöthen       |
| VfB Leipzig                | 3:0     | Naumburger SpVgg 05  |
| Hallescher FC Wacker       | 3:2     | VfB Preußen Greppin  |
| SC Herta Wittenberge       | 1:0     | FC Salzwedel 09      |

1. FC 1907 Lauscha had een bye.

#### Achtste finale
| Team 1                     | Uitslag | Team 2               |
| -------------------------- | ------- | -------------------- |
| SC Herta Wittenberge       | 2:12    | Hallescher FC Wacker |
| 1. SV Jena                 | 5:0     | 1. FC 1907 Lauscha   |
| SpVgg Erfurt               | 1:2     | SV Gotha 01          |
| VfB Leipzig                | 16:0    | SpVgg Falkenstein    |
| SV Guts-Muts Dresden       | 7:0     | Riesaer SV           |
| Chemnitzer BC              | 4:2     | SpVgg Meerane 07     |
| Cricket-Viktoria Magdeburg | 1:2     | SV 1909 Staßfurt     |

#### Kwartfinale
| Team 1                     | Uitslag | Team 2               |
| -------------------------- | ------- | -------------------- |
| Cricket-Viktoria Magdeburg | 2:4     | VfB Leipzig          |
| Hallescher FC Wacker       | 0:3     | 1. SV Jena           |
| Chemnitzer BC              | 1:2     | SV Guts-Muts Dresden |

SV Gotha 01 had een bye.

#### Halve Finale
| Team 1               | Uitslag | Team 2      |
| -------------------- | ------- | ----------- |
| VfB Leipzig          | 4:2     | SV Gotha 01 |
| SV Guts-Muts Dresden | 2:3     | 1. SV Jena  |

#### Finale
| Team 1      | Uitslag | Team 2     |
| ----------- | ------- | ---------- |
| VfB Leipzig | 2:0     | 1. SV Jena |

## Vicekampioenenronde

### Deelnemers aan de eindronde
| Club                      | Gekwalificeerd als                |
| ------------------------- | --------------------------------- |
| FV Fortuna 1911 Magdeburg | Vicekampioen van Midden-Elbe      |
| FC Preußen 1907 Chemnitz  | Vickampioen van Midden-Saksen     |
| Erfurter SC 1895          | Vicekampioen van Noord-Thüringen  |
| SV Fortuna 02 Leipzig     | Vicekampioen van Noordwest-Saksen |
| SV Brandenburg 01 Dresden | Vicekampioen van Oost-Saksen      |
| FV Sportfreunde 02 Halle  | Vicekampioen van Saale            |
| FC Konkordia Plauen       | Vicekampioen van Vogtland         |
| 1. SC Sonneberg 04        | Vicekampioen van Zuid-Thüringen   |

#### Kwartfinale
| Team 1                    | Uitslag | Team 2                    |
| ------------------------- | ------- | ------------------------- |
| Erfurter SC 95            | 2:4     | 1. SC Sonneberg 04        |
| FC Konkordia Plauen       | 3:4     | SV Fortuna 02 Leipzig     |
| FC Preußen 1907 Chemnitz  | 1:2     | SV Brandenburg 01 Dresden |
| FV Fortuna 1911 Magdeburg | 5:1     | FC Sportfreunde 02 Halle  |

#### Halve Finale
| Team 1                    | Uitslag | Team 2                    |
| ------------------------- | ------- | ------------------------- |
| SV Brandenburg 01 Dresden | 6:0     | FV Fortuna 1911 Magdeburg |
| SV Fortuna 02 Leipzig     | 0:2     | Erfurter SC 95            |

#### Finale
| Team 1         | Uitslag | Team 2                    |
| -------------- | ------- | ------------------------- |
| Erfurter SC 95 | 1:0     | SV Brandenburg 01 Dresden |

### Wedstrijd om tweede eindrondeticket
| Team 1         | Uitslag  | Team 2     |
| -------------- | -------- | ---------- |
| SC 1895 Erfurt | 1:2 n.v. | 1. SV Jena |